# Coupe de Suède de football 2010
Navigation
Coupe de Suède 2009 Coupe de Suède 2011
La Coupe de Suède de football 2010-2011 est la 55e édition de la Coupe de Suède de football organisée par la Fédération de Suède de football.
La 55e finale qui s'est déroulée au Söderstadion de Stockholm voit s'opposer Hammarby et Helsingborg. Les Scaniens se sont imposés un but à zéro. Helsingborg étant déjà qualifié pour la Ligue Europa via le championnat (2e du classement 2010), la place qualificative pour cette compétition est reversée en championnat au premier non-qualifié pour une compétition européenne, l'IF Elfsborg.
L'AIK, le tenant du titre, a été éliminé aux tirs au but en 1/4 de finale par Helsingborgs IF, futur vainqueur de l'épreuve. 

## Organisation de la compétition
Pour l'édition 2010, 98 équipes prennent part à la compétition: 66 équipes appartenant aux championnats de Division 1 Suédoise ou inférieures et 32 équipes appartenant aux championnats de Superettan et d'Allsvenskan. Le faible nombre d'équipe participant à la compétition est dû aux modalités d'inscriptions. Tous les clubs ne peuvent en effet participer à cette compétition: chaque province de Suède dispose d'un certain nombre de places, rapport du nombre de joueurs de plus de 15 ans licenciés dans la dite province. 
Premier tour de qualification
Lors du premier tour de qualification, 52 équipes issues de Division 1 Suédoise ou de divisions inférieures s'affrontent. Le tirage au sort se fait dans un premier temps sur critère géographique, afin d'éviter de trop longs déplacements au sein du pays. Les équipes de divisions inférieures reçoivent. Si les deux équipes sont de même division, celle ayant remporter sa qualification à l'extérieur reçoit. Si c'est le cas pour les deux équipes, la première tirée au sort reçoit.
Deuxième tour de qualification
Aux 26 qualifiés viennent s'ajouter 12 clubs qui avaient été exemptés lors du tirage initial, ainsi que 2 des 3 clubs promus en Superettan (Pas l'IK Brage) à l'issue de la saison 2009 et les équipes classées entre la 9e et la 16e place du dernier du championnat 2009 de Superettan. Les équipes de divisions inférieures reçoivent. Si les deux équipes sont de même division, celle ayant remporter sa qualification à l'extérieur reçoit. Si c'est le cas pour les deux équipes, la première tirée au sort reçoit.
Troisième tour de qualification
Les clubs classés entre la 8e et la 3e place de la Superettan 2009 entrent en lice, ainsi que les deux équipes reléguées d'Allsvenskan en 2009. Les équipes de divisions inférieures reçoivent. Si les deux équipes sont de même division, celle ayant remporter sa qualification à l'extérieur reçoit. Si c'est le cas pour les deux équipes, la première tirée au sort reçoit.
16e de Finale
Les clubs participants au championnat d'Allsvenskan 2010 entre dans la compétition. Ils ne peuvent pas se rencontrer sur ce tour. Les équipes de divisions inférieures reçoivent. Si les deux équipes sont de même division, celle ayant remporter sa qualification à l'extérieur reçoit. Si c'est le cas pour les deux équipes, la première tirée au sort reçoit.
8e, 1/4 et 1/2 finale
Tirage au sort intégral. Les équipes de divisions inférieures reçoivent. Si les deux équipes sont de même division, celle ayant remporter sa qualification à l'extérieur reçoit. Si c'est le cas pour les deux équipes, la première tirée au sort reçoit.
Finale
L'équipe tirée en première accueille la finale dans son stade habituel.

## Nouveauté pour l'édition 2010
Contrairement aux années précédentes, les équipes peuvent compter 7 remplaçants sur le banc de touche et non plus 5. Toutefois, seuls 3 d'entre eux peuvent entrer en jeu.

## Les matchs
Pour plus de lisibilité, seules les expulsions ont été notifiées.
 

### La Finale
| 13 novembre 2010 | Hammarby IF (Superettan) | 0 - 1 | Helsingborgs IF (Allsvenskan) | Söderstadion, Stockholm                                        |                                                                |
| 16h00 CET        |                          |       | Rasmus Jönsson 80e            | Spectateurs : 12,357 Arbitrage : Daniel Stålhammar, Landskrona | Spectateurs : 12,357 Arbitrage : Daniel Stålhammar, Landskrona |
| 16h00 CET        | Source                   |       |                               | Spectateurs : 12,357 Arbitrage : Daniel Stålhammar, Landskrona | Spectateurs : 12,357 Arbitrage : Daniel Stålhammar, Landskrona |

| Hammarby IF | Helsingborgs IF |

| HAMMARBY IF : |    |                             |     |     |
|               |    |                             |     |     |
| GB            | 40 | Johannes Hopf               | 75e |     |
| DD            | 4  | Christian Traoré            | 28e |     |
| DC            | 27 | Marcus Törnstrand           |     | 46e |
| DC            | 3  | José Monteiro de Macedo (c) |     |     |
| DG            | 2  | David Johansson             |     |     |
| MDef          | 10 | Andreas Dahl                |     |     |
| MD            | 15 | Petter Furuseth             |     | 77e |
| M             | 18 | Max Forsberg                |     | 82e |
| MG            | 33 | Fadi Malke                  |     |     |
| A             | 9  | Sebastian Castro-Tello      | 38e |     |
| A             | 23 | Maic Sema                   |     |     |
| Remplaçants : |    |                             |     |     |
| G             | 6  | Patrik Gerrbrand            |     | 46e |
| D             | 8  | Fredrik Söderström          |     |     |
| D             | 13 | Isak Dahlin                 |     |     |
| DF            | 16 | Tobias Holmqvist            |     |     |
| M             | 26 | Simon Helg                  |     | 82e |
| M             | 30 | George Moussan              |     |     |
| A             | 18 | Christer Gustafsson         | 38e | 77e |
| Entraîneur :  |    |                             |     |     |
| Roger Franzén |    |                             |     |     |

| HELSINGBORGS IF : |    |                              |     |     |
|                   |    |                              |     |     |
| GB                | 30 | Pär Hansson                  |     |     |
| DD                | 21 | Christoffer Andersson        |     | 46e |
| DC                | 24 | Marcus Nilsson               |     |     |
| DC                | 26 | Joel Ekstrand                |     |     |
| DG                | 14 | Erik Edman                   |     |     |
| MOD               | 19 | Rasmus Jönsson               | 80e | 90e |
| M                 | 6  | May Mahlangu                 |     |     |
| M                 | 10 | Marcus Lantz (c)             |     |     |
| MOG               | 13 | Rachid Bouaouzan             |     | 46e |
| A                 | 9  | Erik Sundin                  |     |     |
| A                 | 18 | Alexander Gerndt             |     |     |
| Remplaçants :     |    |                              |     |     |
| GB                | 1  | Oscar Berglund               |     |     |
| A                 | 11 | Rafael Porcellis de Oliviera |     |     |
| M                 | 27 | Johan Eiswohld               |     |     |
| M                 | 7  | Mattias Lindström            |     |     |
| D                 | 23 | Erik Wahlstedt               |     | 46e |
| M                 | 8  | Ardian Gashi                 |     | 46e |
| D                 | 5  | Hannu Patronen               |     | 90e |
| Entraîneur :      |    |                              |     |     |
| Bo Nilsson        |    |                              |     |     |

| Arbitres du match - Arbitres assistants : - Joakim Flink - Mirce Popovski - Quatrième arbitre : Per Melin | Règles du match - 90 minutes. - 30 minutes de prolongations en cas d'égalité. - Tirs au but si l'égalité persiste. - Sept remplaçants. - Trois remplacements possibles. |

| Vainqueur de la Svenska Cupen 2010 |
| ---------------------------------- |
| Helsingborgs IF 4e Titre           |